# Nhạc trưởng
Nhạc trưởng (còn gọi là chỉ huy âm nhạc) là người lãnh đạo, hướng dẫn một dàn nhạc hoặc một nhóm các ca sĩ để thể hiện một tác phẩm âm nhạc tốt nhất. Nhạc trưởng làm việc ở nhà hát hoặc sân khấu kịch, hãng phim hoặc truyền hình. Họ phụ trách dàn nhạc hoặc dàn hợp xướng chính, nghiệp dư hay chuyên nghiệp. Trong các ca đoàn nhà thờ, nhạc trưởng thường được gọi là ca trưởng.